# Liste der Nummer-eins-Hits in Frankreich (1992)
Diese Liste enthält alle Nummer-eins-Hits in Frankreich im Jahr 1992. Es gab in diesem Jahr 14 Nummer-eins-Singles und 15 Nummer-eins-Alben.
| Singles | Alben |
| --- | --- |
| - Patrick Bruel – Qui a le droit ... (live) - 6 Wochen (13. Dezember 1991 – 21. Januar 1992, insgesamt 7 Wochen) - Jean-Phillipe Audin & Diego Modena – Song of Ocarina - 1 Woche (22. Januar – 28. Januar, insgesamt 2 Wochen) - Michael Jackson – Black or White - 2 Wochen (29. Januar – 11. Februar) - Jean-Phillipe Audin & Diego Modena – Song of Ocarina - 1 Woche (12. Februar – 18. Februar, insgesamt 2 Wochen) - Patrick Bruel – Qui a le droit ... (live) - 1 Woche (19. Februar – 25. Februar, insgesamt 7 Wochen) - George Michael & Elton John – Don’t Let the Sun Go Down on Me - 7 Wochen (26. Februar – 31. März) - Queen – The Show Must Go on - 2 Wochen (1. April – 14. April) - Ten Sharp – You - 2 Wochen (15. April – 28. April) - Nirvana – Smells Like Teen Spirit - 3 Wochen (29. April – 19. Mai, insgesamt 5 Wochen) - François Feldman – Joy - 5 Wochen (20. Mai – 23. Juni) - Nirvana – Smells Like Teen Spirit - 2 Wochen (24. Juni – 7. Juli, insgesamt 5 Wochen) - Elton John – The One - 1 Woche (8. Juli – 14. Juli) - Double You – Please Don't Go - 1 Woche (15. Juli – 21. Juli) - Pow woW – Le chat - 7 Wochen (22. Juli – 8. September) - Snap! – Rhythm Is a Dancer - 6 Wochen (9. September – 20. Oktober) - Jordy – Dur dur d'être bébé! - 9 Wochen (21. Oktober – 22. Dezember, insgesamt 11 Wochen; → 1993) - Michael Jackson – Heal the World - 4 Wochen (23. Dezember 1992 – 16. Januar 1993) | - Patrick Bruel – Si ce soir ... - 8 Wochen (6. Dezember 1991 – 28. Januar 1992) - Michael Jackson – Dangerous - 8 Wochen (29. Januar – 24. März, insgesamt 11 Wochen) - U2 – Achtung Baby - 2 Wochen (25. März – 7. April) - Nirvana – Nevermind - 6 Wochen (8. April – 19. Mai) - Michel Sardou – Le bac G - 2 Wochen (20. Mai – 2. Juni) - Jean-Philippe Audin & Diego Modena – Ocarina - 1 Woche (3. Juni – 9. Juni, insgesamt 2 Wochen) - Verschiedene Interpreten – Urgence – 27 Artistes pour la recherche contre le SIDA - 3 Wochen (10. Juni – 30. Juni) - Elton John – The One - 5 Wochen (1. Juli – 4. August, insgesamt 6 Wochen) - Jean-Philippe Audin & Diego Modena – Ocarina - 1 Woche (5. August – 11. August, insgesamt 2 Wochen) - Elton John – The One - 1 Woche (12. August – 18. August, insgesamt 6 Wochen) - Michel Berger & France Gall – Double jeu - 4 Wochen (19. August – 15. September) - Dirty Dancing – Filmsoundtrack - 1 Woche (16. September – 22. September) - Pow woW – Regagner les plaines - 1 Woche (23. September – 29. September, insgesamt 5 Wochen) - Michael Jackson – Dangerous - 1 Woche (30. September – 6. Oktober, insgesamt 11 Wochen) - Vanessa Paradis – Vanessa Paradis - 1 Woche (7. Oktober – 13. Oktober) - Michael Jackson – Dangerous - 2 Wochen (14. Oktober – 27. Oktober, insgesamt 11 Wochen) - Madonna – Erotica - 2 Wochen (28. Oktober – 10. November) - Sade – Love Deluxe - 3 Wochen (11. November – 1. Dezember) - Pow woW – Regagner les plaines - 4 Wochen (2. Dezember – 29. Dezember, insgesamt 5 Wochen) - Prince and The New Power Generation – Love Symbol - 1 Woche (30. Dezember 1992 – 2. Januar 1993) |